# بادي بورنس
بادي بورنس (بالإنجليزية: Paddy Burns)‏ هو لاعب اتحاد الرغبي نيوزلندي، ولد في 10 مارس 1881 في ليتلتون في نيوزيلندا، وتوفي في 24 فبراير 1943 في أشبورتون ‏ في نيوزيلندا.